# Lacrimae
Lacrimae es una banda de black metal procedente de Yucatán, México.

## Historia
Lacrimae comienza en 1995 como una banda de seis miembros, compuesta por Nix como vocalista, Pawel en el bajo, Black como batería, Magos y Glass Moon en las guitarras y Anwar en el teclado y como vocalista también.
En el año 1999 lanzan su primer álbum, Uncommon Sense of Divinity. Cabe destacar que el disco fue lanzado con Division Alternativa Paisa, una discográfica de país desconocido y cuyo único trabajo lanzado fue el disco de la banda.
El 1 de diciembre de 2002 lanzan Course to Arsoning con la discográfica American Line Productions, su segunda producción, donde solo se mantienen Nix y Pawel.  Se unen a la banda Ag Pecatore en el teclado, Sanguino en la guitarra (Quien participó anteriormente en la banda de heavy metal My Last Identity) y Darko en la batería.
En 2005, Sanguino comienza a participar en otro proyecto, Trono de Huesos.
Recién en junio del 2008 lanzan su primer trabajo en 6 años: un demo, Advance 2008, esta vez con la discográfica Flat Line Underground Studio.
En 2009 lanzan White Pest, su tercer álbum, volviendo a American Line Productions. Al año siguiente, Sanguino se une a Oldeyetemple, otro proyecto paralelo.
En 2012 la banda lanza su quinto trabajo y de paso su primer EP, The Lvciferian Manifesto.

## Miembros actuales
- Juan - Batería
- Sanguino - Guitarra
- Anoir - teclado
- Nix - Voz

## Antiguos miembros
- J.L. Gil - Bajo
- Pawel - Bajo
- Darko - Batería
- Enrique - Batería
- Carlos - Batería
- Lino - Guitarra
- gLASSmOON - Guitarra
- Ag Pecatore - Teclado

## Discografía

### Álbumes de estudio
- Uncommon Sense of Divinity (1999)
- Course to Arsoning (2002)
- White Pest (2009)
- Irreverent (2015)

### EP y demos
- Advance 2008 (2008)
- The Lvciferian Manifesto (2012)